# 유저스토리북
유저스토리북(Userstorybook)은 대한민국의 온라인 서재 서비스이다. 2009년 12월 (주)유저스토리랩에서 서비스를 시작하였다. 2021년 12월에 12년간의 서비스를 종료하였다.